# Lancair Barracuda
Die Lancair Barracuda ist ein zweisitziger Flugzeugbausatz des US-amerikanischen Herstellers Lancair im texanischen Uvalde. Er wurde im Juli 2018 beim EAA Airventure vorgestellt. Die Konstruktion ist eine Weiterentwicklung der Lancair Legacy mit einer einteiligen Tragfläche und größerer Spannweite.

## Entwicklung und Konstruktion
Die Barracuda wurde für höhere Geschwindigkeiten und eine vereinfachte Montage des Bausatzes im Vergleich zu vorhergehenden Modellen entwickelt. Das Flugzeug ist ein einmotoriger, freitragender Tiefdecker mit einem zweisitzigen Cockpit unter einer transparenten Haube und teilweise oder optional auch vollständig einziehbarem Bugradfahrwerk. Es besteht aus Verbundwerkstoffen wie GFK und Karbon mit einer Wabenstruktur aus Aramiden. Seine Tragflächen mit einer Spannweite von 28 ft (8,5 m) haben eine doppeltkonische Form und verfügen über Fowlerklappen. Das verwendete Triebwerk ist entweder ein Lycoming IO-390 mit 210 PS (154 kW) oder ein Continental IO-550-N mit 310 PS (228 kW). Das Cockpit ist 43,5 in (1,1 m) breit und 44,5 in (1,1 m) hoch. Die Rollrate der Maschine liegt bei 150 Grad pro Sekunde.
Der Bausatz beinhaltet das Flugzeug selbst, das Triebwerk, den Propeller und die Avionik, die aus einem Glascockpit mit Garmin-G3X-Touch-Flightdisplay, einem GPS-Gerät vom Typ GTN-750, Flugfunkgerät und Multifunktionsdisplay besteht. Der Kaufpreis des Bausatzes beinhaltet eine zweiwöchige Schulung durch Lancair.

## Nutzung
Die erste, von einem Kunden selbst gebaute Barracuda wurde im April 2019 beim Sun-’n-Fun-Festival ausgestellt.

## Varianten
Barracuda GL
angetrieben von einem Lycoming IO-390 mit 210 PS (154 kW) mit einem automatisch einfahrenden Bugrad und starrem Hauptfahrwerk mit Radverkleidungen
Barracuda GTX
angetrieben von einem Continental IO-550-N mit 310 PS (228 kW) und einziehbarem Fahrwerk

## Technische Daten (Barracuda GL)
| Besatzung             | 1                   |
| Passagiere            | 1                   |
| Länge                 | 22 ft (6,7 m)       |
| Spannweite            | 28 ft (8,5 m)       |
| Leermasse             | 1.375 lb (624 kg)   |
| max. Startmasse       | 2.200 lb (998 kg)   |
| Höchstgeschwindigkeit | 190 kn (352 km/h)   |
| Reisegeschwindigkeit  | 185 kn (343 km/h)   |
| Steigleistung         | 1600 ft/min         |
| Reichweite            | 1.200 NM (2.222 km) |